# Grzegorz Grzyb (kierowca rajdowy)
Grzegorz Grzyb (ur. 7 września 1976 w Rzeszowie) – polski kierowca rajdowy, trzykrotny rajdowy mistrz Polski, siedmiokrotny rajdowy mistrz Słowacji.

## Życiorys
Absolwent wrocławskiego AWF-u. Starty rozpoczął w 1994 w Mistrzostwach Polski w wyścigowym pucharze Cinquecento. W sezonie 1996 został jego zwycięzcą. Pierwszy start w RSMP zaliczył w 1997 w Rajdzie Krakowskim wraz z pilotem Maciejem Chrobakiem. Siedmiokrotnie zdobył tytuł rajdowego mistrza Słowacji (sezony 2006, 2012, 2013, 2014, 2020, 2021, 2022) i jedenastokrotnie tytuły wicemistrza Słowacji (sezony 2005, 2007, 2008, 2009, 2010, 2011, 2015, 2016, 2017, 2018, 2019). W 2012 zajął trzecie, a w sezonach 2014, 2021 drugie miejsce w klasyfikacji generalnej Mistrzostw Polski, wygrywając wielokrotnie poszczególne rajdy. W sezonie 2016 po raz pierwszy w karierze, wraz z pilotem Robertem Hundlą, zdobył tytuł Rajdowego Mistrza Polski w klasyfikacji generalnej. Następnie w sezonach 2018 i 2023 powtórzył ten sukces.

## Wyniki wRajdowych Mistrzostwach Europy
| Rok  | Zespół     | Samochód       | 1     | 2      | 3     | 4     | 5     | 6      | 7     | 8     | Pkt. | Msc. |
| ---- | ---------- | -------------- | ----- | ------ | ----- | ----- | ----- | ------ | ----- | ----- | ---- | ---- |
| 2017 | Rufa Sport | Škoda Fabia R5 | POR - | ESP NU | GRE 3 | CPR - | POL 4 | CZE NU | ITA 4 | LVA - | 60   | 6    |
| 2018 | Rufa Sport | Škoda Fabia R5 | POR - | ESP 6  | GRE 6 | CPR - | ITA 3 | CZE -  | POL 7 | LVA - | 49   | 8    |

## Życie prywatne
Żonaty z Agnieszką, ma dwie córki: Natalię i Polę.